# پاوینا تونگسوک
پاوینا تونگسوک (انگلیسی: Pawina Thongsuk؛ زادهٔ ۱۸ آوریل ۱۹۷۹) وزنه‌بردار زن اهل تایلند بود.
وی در مسابقات کشوری و بین‌المللی در مجموع برندهٔ ۴ مدال طلا، ۲ مدال نقره شده‌است.